# Метохія (Стон)
42°50′ пн. ш. 17°38′ сх. д. / 42.84° пн. ш. 17.63° сх. д.
Метохія (хорв. Metohija) — населений пункт у Хорватії, у Дубровницько-Неретванській жупанії у складі громади Стон.

## Населення
Населення за даними перепису 2011 року становило 157 осіб.
Динаміка чисельності населення поселення: